# Barkowo
Pour l’article homonyme, voir Barkowo (Poméranie-Occidentale).
Barkowo est un village situé dans la gmina de Żmigród, powiat de Trzebnica, en Pologne.